# Plopsa Indoor Coevorden
Plopsa Indoor Coevorden is een deels overdekt attractiepark in de Nederlandse plaats Dalen en behoort tot de Plopsa-groep, de themaparkdivisie van Studio 100. De verscheidene attracties zijn gethematiseerd naar Studio 100-personages, zoals Samson & Gert, Kabouter Plop, K3, Mega Mindy, Bumba, Bobo en Wickie de Viking.

## Geschiedenis
Na de successen van Plopsa in België met Plopsaland de Panne, Plopsa Indoor Hasselt en Plopsaland Ardennes, wilde de groep uitbreiden naar Nederland. Er werden meerdere locaties onderzocht. Uiteindelijk bleven er twee over die volgens Plopsa de meeste potentie hadden: een locatie in de gemeente Coevorden, naast Center Parcs De Huttenheugte, en een locatie in de gemeente Rotterdam, naast Rotterdam Ahoy. In 2007 werd bekendgemaakt dat er voor de eerste locatie was gekozen met een geplande opening in 2008. Vanuit de gemeenschap werden echter meerdere bezwaren geuit, waardoor de bouw vertraging opliep. De bezwaren werden ongegrond verklaard en in 2009 kon de bouw beginnen. Op 29 april 2010 werd Plopsa Indoor Coevorden geopend.
In 2013 werd het park voor €500.000 uitgebreid met een buitengebied met verschillende attracties. De attracties staan aan het Koning Willem-Alexanderplein, dat op Koningsdag geopend werd door K3. Een kinderboerderij met Heidi-thema werd in 2016 toegevoegd aan het buitengebied.
Op 8 november 2024 werd Heidi's Dierenweide verwijderd omdat er plannen waren om op die plek een nieuwe Wild Swing(een op een Topspin lijkende attractie die niet over de kop gaat) te bouwen. Hiermee zou het park het eerste Nederlandse pretpark worden met een Wild Swing. De attractie zou openen in 2025. Dit plan werd echter geschrapt en de Wild Swing werd verplaatst naar Plopsaland Belgium waar deze op 12 juli 2025 in het themadeel Wickieland werd geopend onder de naam Wickie's Wervelwind.

## Attracties en horeca
Het park heeft 22 attracties verdeeld over het binnen- en buitengebied, 3 horecagelegenheden en een souvenirwinkel.

### Indoor

#### Attracties
- Het Theater
- De Glijbaan
- Het Ballenbad
- Plops Speelboom
- De Vliegende Fietsen
- De K3 Zweefmolen
- De Botsauto's
- De Bumbamolen
- De Bumbaspeeltuin
- Carrousel
- K3 Disco
- Anubis
- De Bootjes
- De Scheve Schuit
- Het Vlot
- De Vuurtoren
- De Woeste Zee
- Wickiebaan

#### Horeca
- Mega Mindy Bar
- Ploprestaurant
- Wickie

### Outdoor

#### Attracties
- De Dansende Fonteinen
- De Klimberg
- De K3 Brandweermolen
- Het K3 Verkeerspark
- De Maya Speeltuin